# U. Srinivas
Uppalapu Srinivas, né le 28 février 1969 à Palakollu en Andhra Pradesh et mort à Chennai le 19 septembre 2014 est un mandoliniste et compositeur indien. 

## Biographie
Musicien dont le talent est reconnu dès le plus jeune âge, il est considéré comme le premier à avoir introduit la mandoline, instrument occidental, dans la musique carnatique. Durant quarante ans, il parcourt le monde et se produit sur scène aux côtés de John McLaughlin, Michael Nyman et Michael Brook. Son œuvre est récompensée par le Padma Shri remis par le gouvernement indien en 1998.